# 蘇爾沙菲拉特村
蘇爾沙菲拉特村（波斯語：سورشفيع لات），是伊朗吉兰省阿姆拉什县兰库区沙布庫斯拉特鄉的一个村。2006年人口普查顯示該村人口为321人，分佈在89个家庭中。